# Dolnje Dobravice
Dolnje Dobravice este o localitate din comuna Metlika, Slovenia, cu o populație de 56 de locuitori.